# منطقة تكاب الريفية
منطقة تكاب الريفية (بالفارسية: دهستان تكاب) هي منطقة ريفية، في مقاطعة كوهسرخ التابعة لمحافظة خراسان الرضوية، إيران. في تعداد عام 2006، بلغ عدد سكانها 5772 نسمة.